# 卡斯鎮區 (伊利諾伊州富爾頓縣)
卡斯鎮區（英語：Cass Township）是位於美國伊利諾伊州富爾頓縣的一個行政鎮區。

## 地方資料
根據2010年美國人口普查的數據，卡斯鎮區的面積為102.40平方千米，當中陸地面積為102.00平方千米，而水域面積為0.40平方千米。當地共有人口605人，而人口密度為每平方千米5.91人。